# Pas Taihejo
Pas Taihejo (japonsko 太平洋ベルト, latinizirano: Taiheiyō beruto, dob. 'Pacifiški pas'), znan tudi kot koridor Tokaido, je megalopolis, strnjeno urbano območje, ki se razteza od prefekture Ibaraki na severovzhodu do prefekture Fukuoka na jugozahodu Japonske v dolžini skoraj 1200 km. Sestavlja ga praktično neprekinjen pas urbanih območij vzdolž pacifiške obale Japonskega otočja ter notranjega morja Seto, ki vključuje največja japonska mesta (Tokio, Nagoja in Osaka) in kjer skupno živi več kot 83 milijonov ljudi ali 70 % japonskega prebivalstva. Izraz Tokaido se nanaša na staro imperialno pot od Tokia do Kjota, ki še zdaj predstavlja jedro območja. Je največje tovrstno območje na svetu.
Pas povezuje močna transportna infrastruktura na čelu z omrežjem hitrih vlakov Šinkansen (progi Tokaido Šinkansen in Sanjo Šinkansen), ki vključuje tudi pristanišča, letališča in avtoceste. Tu je skoncentrirana tudi skoraj vsa japonska industrija.